# Martin Schneider (Nachrichtentechniker)
Martin Schneider (* 1966) ist ein deutscher Elektrotechnik-Ingenieur und Professor an der Universität Bremen.

## Biografie
Von 1986 bis 1992 studierte Martin Schneider Elektrotechnik an der Universität Hannover und promovierte dort 1997 zum Dr.-Ing. Bis 1999 war er bei der Bosch Telecom GmbH für Public Networks in Backnang als Entwicklungsingenieur für passive hochfrequente Komponenten tätig. 1999 bis 2005 arbeitete er bei Bosch in Hildesheim in der Forschergruppe Wireless Systems, deren Leitung er 2003 übernahm. 2005 wechselte er nach Leonberg, um die Entwicklungsgruppe RF Electronics for Automotive Radar Systems zu leiten. Seit März 2006 ist er an der Universität Bremen Professor und leitet das RF & Microwave Engineering Laboratory.
Schneider ist Mitglied in diversen Fachverbänden, u. a. im IEEE, dem Verein Deutscher Ingenieure, Verband der Elektrotechnik, Elektronik und Informationstechnik, IMA (Institut für Mikrowellen- und Antennentechnik e.V.), Technologie-Zentrum Informatik und Informationstechnik (TZI), OFFIS-TZI und MCB (Microsystems Center Bremen).